# Changchun
Changchun (Traditioneel Chinees: 長春; Vereenvoudigde Chinese karakters: 长春; pinyin: Chángchūn) is een stad in China, en tevens de provinciehoofdstad van Jilin, gelegen in het noorden van China. De stad heeft 5.2 miljoen inwoners (2025).

## Geschiedenis
Changchun is een relatief jonge stad, met een geschiedenis van 200 jaar. Als een knooppunt aan de Zuid-Mantsjoerische spoorlijn, beheerd door Japan, en de Russische Oost-Chinese spoorlijn, groeide de stad snel. Van 1932 tot 1945 was Changchun de hoofdstad van de Japanse marionettenstaat Mantsjoekwo. De stad droeg toen de naam Hsinking (Xinjing, 'nieuwe hoofdstad') en de economie en infrastructuur van Changchun groeide enorm. 
In augustus 1945 veroverde het Rode Leger de stad. In 1946 namen de Kuomintang de stad over, maar niet voor lang want in 1948 namen de Chinese communisten de stad over na een 12 maanden lange belegering.

## Economie
De economie van Changchun is vooral op de industrie gebaseerd. Vooral de machine- en transportsector is erg belangrijk. De helft van de passagierstreinen, 20% van de auto's en 10% van de tractoren wordt in Changchun geproduceerd. Maar ook elektronica, chemie, textiel, grondstoffen en voedingsstoffen, in totaal meer dan 3000 producten, worden in Changchun geproduceerd.
De Changchun Longjia International Airport ligt 30 km ten noordoosten van de stad.

## Sport
De Aziatische Winterspelen 2007 werden in Changchun gehouden. Changchun Wuhuan Gymnasium was de arena waar onder andere de openings- en sluitingsceremonie werden gehouden voor deze spelen. De langebaanschaatswedstrijden vonden plaats op de provinciale ijsbaan van Jilin.

## Partnersteden
- Birmingham (Verenigd Koninkrijk)
- Flint (Verenigde Staten)
- Novi Sad (Servië)
- Quebec (Canada)
- Ulsan (Zuid-Korea), sinds 1994
- Windsor (Canada)
- Žilina (Slowakije)

## Bekende inwoners van Changchun

### Geboren
- Ei-ichi Negishi (1935), Japans chemicus en Nobelprijswinnaar (2010)
- Wang Hongwen (1935-1992), lid van de Bende van Vier
- Liu Xiaobo (1955-2017), mensenrechtenactivist en Nobelprijswinnaar (2010)
- Ma Ke (1971), modeontwerpster
- Li JiaJun (1975), shorttracker
- Chen Lu (1976), kunstschaatsster
- Li Weifeng (1978), voetballer
- Li Haonan (1981), shorttracker
- Yang Fan (1996), langebaanschaatser
- Li Zijun (1996), kunstschaatsster